# Kulmerovi dvori
Kulmerovi dvori su arhitektonsko zdanje podno Sljemena u zagrebačkom naselju Šestine. Prostiru se na 55 000 četvornih metara.

## Povijest
Prema povijesnim izvorima, vlastelin Stjepko Gregorijanec, tadašnji vlasnik Medvedgrada, nakon velikoga potresa 1590. godine preselio se u novoizgrađenu kuriju u Šestinama. Od XVII. st. u njemu su obitavali knezovi Zrinski. Grof Petar Zrinski dogradio je dvorac u kasnorenesansnom stilu.
Kasnije su, u XVII. i XVIII. st. u dvorcu živjele obitelji Turovicz, Mikulić, Čikulin te plemići Sermage, a Ivan Emil Kulmer postao je vlasnikom dvorca i imanja ženidbom za Juditu, groficu Sermage. Posljednji vlasnik iz obitelji Kulmer izgubio je dvorac izvlaštenjem u SFRJ. Završetkom Domovinskog rata, Kulmerova kći tražila je povrat imovine, ali je izgubila spor s Gradom Zagrebom.
Zemljište zajedno s dvorcem kupio je poduzetnik Ivica Todorić 1999. godine.

## Poveznice
- Dodatak:Popis hrvatskih dvoraca i utvrda
- Kulmeri